# Anne Fine
Anne Fine z domu Laker (ur. 7 grudnia 1947 w Leicester) – brytyjska pisarka i poetka.

## Życiorys
W 1967 ukończyła studia licencjackie na University of Warwick. Później pracowała jako nauczycielka. 
Otrzymała nagrody literackie: Laureat Dzieci (2001–2003), Guardian Children's Fiction Prize (za powieść Goggle-Eyes), Nestlé Smarties Book Prize (za powieść Bill's New Frock), Prix Sorcières (za powieść Dziennik Kota Mordercy), dwukrotnie Carnegie Medal (za książki Goggle-Eyes i Flour Babies), dwukrotnie Whitbread Children's Book Award (za Flour Babies i The Tulip Touch), dwukrotnie Children's Author of the Year Award oraz również dwukrotnie Children's Author of the Year. 
Jej powieści: Goggle Eyes (serial), Bill's New Frocke i Alias Madame Doubtfire (dwukrotnie – film amerykański i francuski) doczekały się adaptacji filmowych. W 2003 została odznaczona Orderem Imperium Brytyjskiego IV klasy (OBE). W tym samym roku została członkinią Królewskiego Towarzystwa Literackiego (Royal Society of Literature).
W 1968 poślubiła filozofa Kita Fine'a. Para ma dwie córki - Ione oraz psycholog, filozof, a także pisarkę Cordelię. W 1988 małżonkowie rozwiedli się. Anne Fine mieszka ze swoim partnerem Dickiem Warrenem w hrabstwie Durham.

## Dzieła

### Powieści
- The Summer House Loon (1978)
- The Other Darker Ned (1979)
- The Stone Menagerie (1980)
- Round Behind the Ice-house (1981)
- The Granny Project (1983)
- Scaredy-Cat (1985)
- Anneli the Art Hater (1986)

seria Anne Fine's Adult Novels
1. The Killjoy (1986)
2. Taking The Devil's Advice (1990)
3. In Cold Domain (1994)
4. Telling Liddy (1998)
5. All Bones and Lies (2001)
6. Raking the Ashes (2005)
7. Fly in the Ointment (2008)
8. Our Precious Lulu (2009)

- Madame Doubtfire (1987)
- Crummy Mummy and Me (1988)
- A Pack of Liars (1988)
- Bill's New Frock (1988)
- Stranger Danger? (1989)
- Goggle-Eyes (1989)
- The Country Pancake (1989)

seria Genie
1. A Sudden Puff of Glittering Smoke (1989)
2. A Sudden Swirl of Icy Wind (1990)
3. A Sudden Glow of Gold (1991)

- The Book of the Banshee (1991)
- The Worst Child I Ever Had (1991)
- Design A Pram (1991)
- The Angel of Nitshill Road (1992)
- The Chicken Gave It To Me (1992)
- The Same Old Story Every Year (1992)
- The Haunting of Pip Parker (1992)
- Flour Babies (1992)

seria Killer Cat
1. The Diary of a Killer Cat (1994; wydanie polskie 2006 Dziennik Kota Mordercy)
2. The Return of the Killer Cat (2003; wydanie polskie 2006 Powrót Kota Mordercy)
3. The Killer Cat Strikes Back (2007)
4. The Killer Cat's Birthday Bash (2008)
5. The Killer Cat's Christmas (2009)
6. Killer Cat Runs Away (2013)

- Step by Wicked Step (1995)
- How To Write Really Badly (1996)
- Countdown (1996)
- Jennifer's Diary (1996)
- The Tulip Touch (1996)
- Loudmouth Louis (1998)
- Charm School (1999; wydanie polskie 2002 Szkoła wdzięku)
- Roll Over Roly (1999)
- Bad Dreams (2000; wydanie polskie 2002 Niebezpieczny talizman)
- Notso Hotso (2001)
- Up on Cloud Nine (2002)
- How to Cross the Road and Not Turn Into a Pizza (2002)

seria Jamie and Angus
1. The Jamie and Angus Stories (2002)
2. Jamie and Angus Together (2007)
3. Jamie and Angus Forever (2009)

- The More the Merrier (2003; wydanie polskie 2003 Wesołych Świąt)
- The True Story of Christmas (2003)
- Frozen Billy (2004)
- It Moved! (2006)
- On the Summer-House Steps (2006)
- The Road of Bones (2006)
- Ivan the Terrible (2007)
- Saving Miss Mirabelle (2007)
- Eating Things on Sticks (2009)
- The Devil Walks (2011)
- Trouble in Toadpool (2012)
- Blood Family (2013)
- On Planet Fruitcake (2013)
- Blue Moon Day (2014)
- Battle of Wills (2016)

### Zbiory opowiadań
- Very Different  (2001)
- Simply the Best (2006; wraz z dziewięciorgiem innych autorów)
- Three for Tea (2006; wraz z Michaelem Morpurgo i Jacqueline Wilson)
- Here (2012; wraz z jedenaściorgiem innych autorów)
- We're Having a Party!  (2013; wraz z sześciorgiem innych autorów)
- War Girls (2014; wraz z czworgiem innych autorów)

### Książki ilustrowane
- Only A Show (1990)
- Poor Monty (1992)
- Press Play (1994)
- Keep It in the Family (1996)
- Care of Henry (1996)
- Ruggles (2001)
- Nag Club (2004)
- Friday Surprise (2010)
- Under a Silver Moon (2010)
- Where is Strawberry Moshi? (2010)
- The Twelve Dancing Princesses (2011)
- Big Red Balloon (2012)
- How Brave is That? (2013)
- Gnomes Gnomes Gnomes (2013)
- The Only Child Club (2013)
- The Haunting of Uncle Ron (2014)
- Hole in the Road (2014)
- Under the Bed (2015)
- Magic Ball (2017)
- Let it Snow (2017)

### Literatura faktu
- Telling Tales (1999)
- Meetings with the Minister (2003; wraz z czworgiem innych autorów)

### Tomiki poezji
- A Shame to Miss 1 (2002)
- A Shame to Miss 2 (2002)
- A Shame to Miss 3 (2002)